# Meta Guacha
Meta Guacha est un groupe argentin de cumbia villera, formé en 1999 par le chanteur chilien Traiko Milenko dans la ville de Florencio Varela, province de Buenos Aires.

## Biographie

### Débuts
Le groupe est formé à la fin de 1999 à Florencio Varela par le chanteur d'origine chilienne Traiko Milenko Pinuer. Traiko, dont les grands-parents yougoslaves sont nés au Chili en 1971, a fui avec sa famille en Argentine deux ans plus tard en raison du coup d'État dans le pays. Auparavant, Traiko faisait partie du groupe Los Dora2 (avec lequel il avait sorti un album intitulé 10 años contigo.
La formation originale était composée de Gustavo Daniel Peralta (guitare), Roger Amancio Belizan (conga), Aldo Mariano Isea (octapad), Alejandro Daniel Villalba (basse), Cristian Ramón Navarro (güiro) et Alejandro David Salto (timbaleta) et Traiko (qui travaillait à l'époque dans une station-service). Cette formation est chargée d'enregistrer le premier single du groupe, une production composée de trois chansons, dont Alma blanca, inspirée du premier pèlerinage de Traiko à Nuestra Señora de Luján et pièce fondamentale de la discographie du groupe. Leur premier album studio, Lona, cartón y chapa, sorti en 2000, reflète la situation sociale difficile de l'Argentine à l'époque, le titre faisant référence aux habitations improvisées utilisées par de nombreuses personnes aux ressources économiques limitées,.
En 2004, après la sortie de leur cinquième album et voyant qu'ils n'ont pas eu le succès escompté, le propriétaire du label (à l'époque Magenta) étant entré en conflit avec le compositeur du groupe, ils forment un groupe à part sous un autre nom, Traiko y Meta Guacha, et sortent un mini-album composé de trois chansons, parmi lesquelles Virgencita (la troisième partie de la chanson Alma blanca) et Inocencia. Quelque temps plus tard, le groupe finit par changer de membres et modifier son nom avec un style renouvelé en fonction de l'époque, s'appelant Traiko y la Colombiana, publiant son premier album et apparaissant également dans différents programmes et médias.
En 2006 sort l'album Después de todo (signant ainsi leur retour) grâce à un accord avec leur maison de disques, ce qui leur permet d'être présents sur les radios locales et parmi les personnes qui suivaient le groupe. Depuis 2008, Traiko reprend le projet avec sa formation actuelle, composée des musiciens Pablo Badaracco (guitare), Maximiliano Lombardi (claviers), Germán Alegre (basse), Nicolás Carrizo (timbale), Tomás Palavecino (octabasse) et Marcelo Badaracco (trompette), avec lesquels ils effectueront des tournées réussies dans leur pays d'origine,, et dans des pays comme le Chili,, le Mexique, l'Uruguay, le Paraguay et la Bolivie.

### Popularité
Pendant l'essor de la cumbia villera, critiquée par les médias pour ses paroles sur l'alcool, le sexe et la drogue,,, Meta Guacha s'est différencié des autres artistes du genre en présentant un contenu plus testimonial, comme dans le cas de son tube Alma blanca, déjà mentionné, qui parle des inégalités sociales et du pèlerinage à Nuestra Señora de Luján.
Depuis lors, le succès du groupe lui a valu d'être reconnu dans des pays hispanophones comme le Chili, la Colombie et le Mexique, entre autres, ainsi que dans son propre pays. Après plusieurs années, le label Magenta publie des rééditions de plusieurs albums, dont le classique Lona, cartón y chapa en 2012. La même année, les éditions des albums Locura transitoria, Ollas vacías, Va como trompada et Después de todo,.

### Dernières sorties
En 2018, Meta Guacha signe un contrat de distribution numérique avec la société MOJO. La même année, ils sortent des singles à succès tels que Negro cumbiero, Tanto amor et Después de ti quién. C'est pourquoi certains de ces titres ont été enregistrés il y a des années mais, cette fois, avec des répercussions sur la populaire plateforme YouTube. En 2019, le groupe sort sept singles et présente les clips vidéo officiels des chansons Gato, Iván et Adiós amor.

## Discographie

### Albums studio
- 2000 : Lona, cartón y chapa
- 2001 : Locura transitoria
- 2002 : Ollas vacías
- 2003 : Va como trompada
- 2004 : Vamos a meter guacha
- 2006 : Después de todo

### Singles et EP
- 2018 : Tanto amor (MOJO)
- 2018 : Después de ti quién (MOJO)
- 2018 : Negro Cumbiero (MOJO)
- 2019 : Fui feliz (MOJO)
- 2019 : Pensando en ti (MOJO)
- 2019 : Gato (MOJO)
- 2019 : Iván (MOJO)
- 2019 : Loco por ti (MOJO)
- 2019 : Adiós amor (avec Kombo del callejón) (MOJO)
- 2019 : En vivo en la Mágica (MOJO)
- 2019 : No podrás olvidarme (MOJO)

### Collaborations
En 2017, lors de la fête de célébration du 10e anniversaire de Santaferia, Meta Guacha joue avec le groupe chilien son tube Alma blanca, lors d'un concert live à la Movistar Arena à Santiago.